# Parnel Guerrier
Parnel Guerrier (5 aprile 1985) è un ex calciatore haitiano, di ruolo difensore.